# Congregazione del Santissimo Redentore

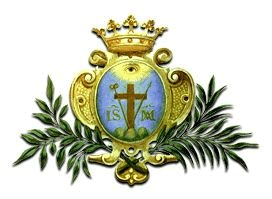
Lo stemma della Congregazione

La Congregazione del Santissimo Redentore (in latino Congregatio Sanctissimi Redemptoris) è un istituto religioso maschile di diritto pontificio: i membri di questa congregazione clericale, detti comunemente redentoristi o liguorini, pospongono al loro nome la sigla C.SS.R.
La congregazione venne fondata a Scala, presso Amalfi, il 9 novembre 1732 da sant'Alfonso Maria de' Liguori per l'evangelizzazione della gente del popolo e delle campagne; i suoi statuti vennero approvati da papa Benedetto XIV nel 1749.

## Storia

### Il fondatore
Membro di una famiglia dell'aristocrazia napoletana, Alfonso Maria de' Liguori (1696-1787) si laureò in legge all'età di sedici anni ed esercitò per alcuni anni la professione forense: nel 1723, dopo aver perso una causa, decise di abbandonare la vita mondana, rinunciò al titolo di nobile del sedile di Portanova e depose la sua spada di cavaliere sull'altare della Madonna della Mercede. Chiese di essere ammesso alla congregazione dell'Oratorio, ma l'opposizione del padre lo indusse a entrare nel clero secolare; per qualche periodo insegnò catechismo presso la chiesa di Sant'Angelo a Segno, dove ebbe modo di entrare in contatto con gli strati più umili della popolazione.
Si unì poi alla congregazione dei missionari di Propaganda, una compagnia di sacerdoti secolari dedita alla predicazione delle missioni popolari nelle città e i villaggi del regno di Napoli, e vi rimase tre anni.
Durante questo periodo ebbe modo di sostare, per la prima volta, nel villaggio che avrebbe visto sorgere la sua congregazione: mentre si recava con i suoi compagni a Minori, infatti, venne colto da una tempesta e trovò rifugio nell'eremo di Santa Maria dei Monti di Scala, dove rimase per qualche tempo a predicare ai pastori della zona.
Nel 1729 Alfonso conobbe nel collegio dei Cinesi di Napoli, dove era convittore, Tommaso Falcoia, religioso dei pii operai, che in quel periodo stava assistendo una comunità di monache di Scala desiderose di far approvare la loro regola, preparata dalla superiora del monastero, la mistica Maria Celeste Crostarosa. Nel 1730 Falcoia inviò Liguori a predicare gli esercizi spirituali a Scala: iniziarono così i contatti tra il fondatore e la Crostarosa.

### La nascita della congregazione

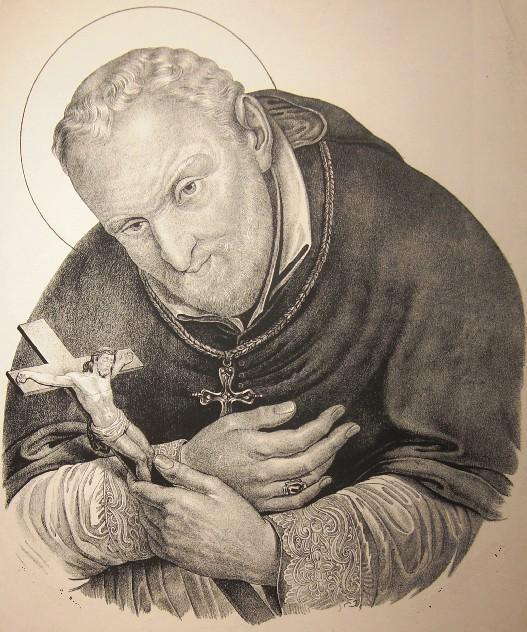
Alfonso Maria de' Liguori in una stampa ottocentesca

Nel 1730 madre Crostarosa rivelò a Falcoia, che intanto era diventato vescovo di Castellammare, che il giorno della festa di san Francesco d'Assisi Dio le aveva rivelato in visione che Alfonso aveva la missione di organizzare una congregazione di sacerdoti per la predicazione ai poveri nelle aree rurali. Falcoia, pur non essendo certo della genuinità delle visioni della Crostarosa, meditava da anni, sin da quando era superiore della casa di Santa Balbina a Roma, di dare inizio a una congregazione simile: convocò, quindi, Liguori e gli riferì quanto gli aveva detto la mistica.
Alfonso era esitante, anche per il timore che la congregazione di Propaganda da cui proveniva potesse accogliere con ostilità il sorgere di un istituto concorrente. Accettò solo su consiglio del suo confessore e dopo aver ascoltato il parere di un gesuita, un lazzarista e un domenicano.
Il 9 novembre 1732, festa della dedicazione della basilica lateranense del Santissimo Salvatore, il vescovo Falcoia celebrò a Scala la messa durante la quale venne dato inizio alla congregazione: i primi compagni di Alfonso furono sette sacerdoti, due laici (già avvocati) e un converso, che presero il nome sacerdoti del Santissimo Salvatore.

### Gli inizi dell'istituto
La prima missione dei compagni di Alfonso fu quella di predicare alla popolazione rurale di Tramonti; la loro prima casa fu quella a Villa degli Schiavi, in diocesi di Cajazzo, aperta nel 1734, nel 1736 venne fondata la seconda a Ciorani, in diocesi di Salerno.
Il 21 luglio 1740 diedero il voto di perseverare nella congregazione. Il 6 maggio 1743 diedero i tre voti di religione più un quarto di dedica all'evangelizzazione degli infedeli e di rinuncia ad aspirare a dignità ecclesiastiche: da compagnia di preti secolari la società si trasformò in congregazione religiosa.
In breve sorsero filiali a Nocera dei Pagani (nell'area dell'attuale Pagani, in cui venne stabilita la sede generalizia), Deliceto e Caposele; poi altre a Sant'Angelo a Cupolo, Girgenti (oggi Agrigento), Scifelli, Frosinone e Benevento.

### L'approvazione pontificia
Alla morte di Falcoia, la congregazione disponeva della regola redatta da Maria Celeste Crostarosa e di altre disposizioni preparate da Alfonso: nel 1747 venne presentato alla Santa Sede un supplex libellus per chiedere l'approvazione degli statuti. La regola venne approvata da papa Benedetto XIV il 25 febbraio 1749 con il breve Ad pastoralis dignitatis fastigium.
Fu solo allora che, per evitare confusioni con altri istituti dedicati al Salvatore, la congregazione venne intitolata al Santissimo Redentore. Nel regno di Napoli, dove la congregazione contava il maggior numero di case, il breve di approvazione non ottenne il regio exequatur (il governo era controllato da Bernardo Tanucci, di tendenze anticurialistiche).
Solo il 9 dicembre 1752 i redentoristi ottennero un reale dispaccio in cui veniva lodato il loro apostolato, si consentiva loro di condurre vita comune a Ciorani, Deliceto, Caposele e Nocera dei Pagani (che non erano però riconosciute come case religiose) ma veniva loro proibito di acquisire e amministrare beni immobili e restavano alle dipendenze dei vescovi locali.
La Congregazione dei vescovi e regolari reagì separando le case negli Stati della Chiesa da quelle napoletane, istituendo così una congregazione autonoma (approvata definitivamente il 22 settembre 1780) riconosciuta come l'unica autentica.
Alfonso de' Liguori, rimasto a Nocera dei Pagani, si trovò escluso dalla sua congregazione: il 24 marzo 1781 scrisse una lettera a Tommaso Maria Ghilini, cardinale ponente della causa, chiedendo la revoca del Decreto di separazione. Morì nel 1787.

### L'espansione della congregazione
Nel 1785 a Roma entrò nella congregazione il moravo Clemente Maria Hofbauer (canonizzato nel 1909), il quale organizzò una vasta opera missionaria estendendo il proprio istituto nei paesi transalpini. Svolse la sua opera in Polonia, Austria e Curlandia e nel 1787 fondò a Varsavia la prima casa di apostolato e reclutamento vocazionale sorta fuori dal territorio italiano.
Il 31 maggio 1788 Hofbauer venne anche nominato vicario generale della congregazione per i paesi transalpini.
Intanto nel regno di Napoli i redentoristi vennero autorizzati a seguire la regola approvata da Benedetto XIV e nel 1793 venne celebrato il capitolo che sanzionò la riunione dei due rami in cui si era divisa la congregazione.
Le vicende politiche e militari degli inizi dell'Ottocento causarono la chiusura di tutte le case aperte fino ad allora nei paesi transalpini, ma ne favorirono un'ulteriore diffusione: i redentoristi di Varsavia passarono in Svizzera, mentre quelli di Vienna aprirono missioni in Romania.
L'approvazione imperiale, giunta il 14 aprile 1820, consentì l'apertura di nuove case in Francia, Polonia, Portogallo, Belgio, Bulgaria, Paesi Bassi, Baviera e nell'America settentrionale.
Le grandi personalità di Hofbauer e del suo successore Joseph-Amand Passerat, che avevano consentito un rapido sviluppo della congregazione nei paesi transalpini, avevano conferito una grande importanza alla carica di vicario generale a scapito di quella di superiore generale (residente ancora a Pagani): poiché si riteneva che tale situazione potesse compromettere l'unità della congregazione, il 2 luglio 1841 papa Gregorio XVI, con il decreto Presbyterorum secularium, divise l'istituto in sei province (di Roma, di Napoli, di Sicilia, Gallo-Elvetica, Austriaca e Belga).
L'8 ottobre 1853 si decise di trasferire la sede generalizia della congregazione a Roma: questo causò la scissione delle case nel regno delle Due Sicilie dove, tra l'altro, tutte le fondazioni vennero chiuse tra il 1860 e il 1866. Solo sette comunità risorsero e il 17 settembre 1869 si riunirono alla congregazione.

### Decadenza e rinascita

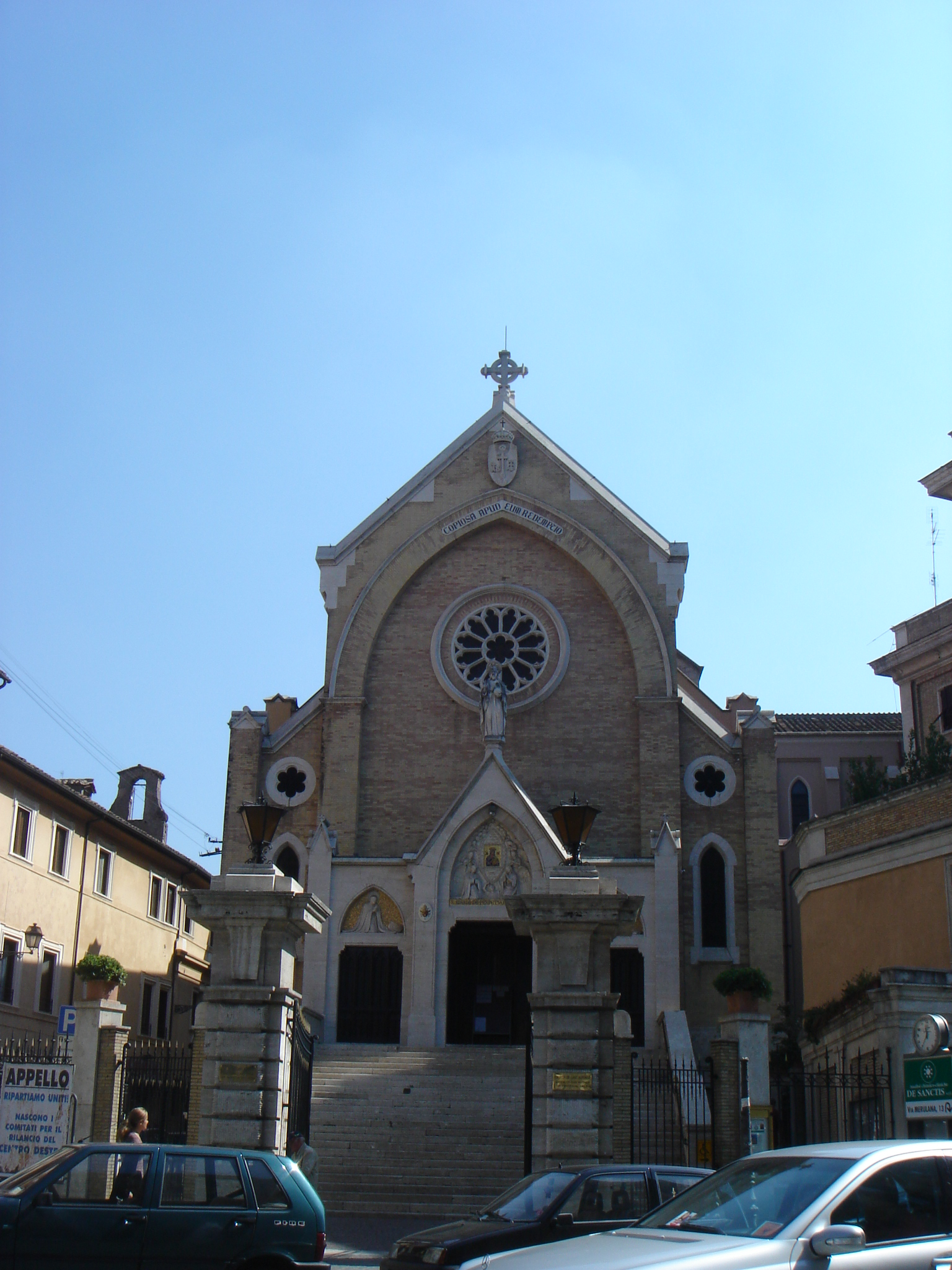
La chiesa del Santissimo Redentore e Sant'Alfonso in via Merulana, presso la quale si trova la casa generalizia della congregazione

A causa delle leggi eversive, alla fine dell'Ottocento vennero confiscate tutte le case redentoriste sul suolo italiano (a eccezione della casa generalizia a Roma); altre quattordici case vennero perse in Francia e diciassette in Germania.
I redentoristi francesi si rifugiarono in massima parte in Spagna, dove conobbero un rapido sviluppo che consentì loro di ristabilire la congregazione in patria agli inizi del Novecento (dalla Francia, si diffusero ulteriormente nelle Americhe e in Irlanda); dopo la caduta di Otto von Bismarck, i redentoristi tedeschi poterono ricostituire le case in Renania e Baviera.
Dopo il Concilio vaticano II, venne celebrato a Roma un capitolo generale straordinario (1967-1969) per aggiornare le costituzioni, che vennero corrette nel 1979 e approvate dalla Santa Sede il 2 febbraio 1982.

## Le missioni
La prima missione affidata ai redentoristi fu quella nelle Antille danesi (1848); nel 1853, a opera dei religiosi della provincia napoletana, venne effettuato un tentativo di spedizione a Casanare, in Colombia, ma non ebbe subito esiti positivi; i redentoristi nel 1866 arrivarono in Suriname, dove Pietro Donders si distinse nella cura ai lebbrosi; nel 1870, su invito del presidente Gabriel García Moreno, i religiosi giunsero in Ecuador e di lì si diffusero in Cile e Perù. Altre missioni nell'America meridionale (Argentina, Uruguay, Brasile) vennero fondate dai redentoristi tedeschi dal 1883.
I successi della congregazione furono notevoli negli Stati Uniti d'America: a partire dal 1878 molti redentoristi vi si trasferirono per seguire i loro connazionali emigrati. Si dedicarono anche all'opera di evangelizzazione degli Uroni.
Lo sviluppo in America sembrò essere minacciato quando il redentorista newyorkese Isaac Thomas Hecker uscì dalla congregazione assieme ad altri confratelli per fondare la Società dei sacerdoti missionari di San Paolo apostolo, ma la scissione non ebbe conseguenze.
Era redentorista il vescovo di Filadelfia Giovanni Nepomuceno Neumann (canonizzato nel 1977), che diede un notevole contributo allo sviluppo della Chiesa cattolica in America.
Altre missioni vennero stabilite a cavallo tra Otto e Novecento in Africa (Congo, Transvaal, capo di Buona Speranza, Algeria, Niger); nel 1925 giunsero in Indocina, nel 1928 in Cina.

## Spiritualità

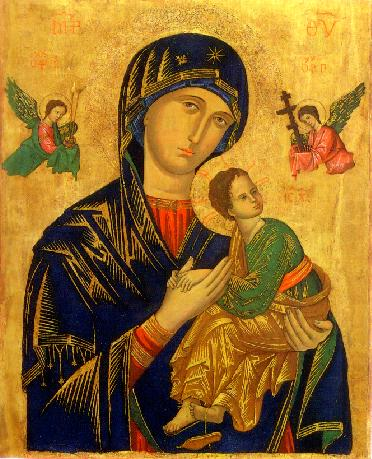
L'icona della Madonna del Perpetuo Soccorso

Tratti peculiari della spiritualità redentorista sono: la coscienza delle urgenze pastorali del momento; l'esperienza del mistero della redenzione e della salvezza misericordiosa di Dio in Gesù; il senso della chiamata per l'evangelizzazione missionaria nella Chiesa; la mistica della comunità apostolica; l'imitazione e la sequela di Cristo sull'esempio degli apostoli e dei grandi missionari per diventare soci di Gesù nell'opera di redenzione dell'umanità.
Devozioni tipiche dei redentoristi sono quella alla Madre del Perpetuo Soccorso, la cui immagine venne affidata alla congregazione da papa Pio IX nel 1865, e la pratica delle dodici virtù del mese.
Alfonso Maria de' Liguori venne beatificato il 15 settembre 1816 e proclamato santo da papa Gregorio XVI il 26 maggio 1839.
Oltre al fondatore, a Clemente Maria Hofbauer e a Giovanni Nepomuceno Neumann, tra i redentoristi elevati all'onore degli altari è san Gerardo Maiella, fratello converso della congregazione.
Lo stemma reca una croce con una lancia e una canna con una spugna conficcata poste su tre monti; la croce è affiancata dai monogrammi dei nomi di Gesù e Maria ed è sormontata da un occhio emanante raggi; lo scudo è sormontato da una corona ed è circondato dal motto Copiosa apud eum redemptio (grande presso di lui la redenzione).

## Attività
I redentoristi si dedicano alla predicazione delle missioni popolari e degli esercizi spirituali, alla catechesi, alle confessioni, alle missioni estere.
Il loro apostolato si rivolge preferibilmente ai poveri e agli abbandonati.
Lo studio della teologia morale riveste un aspetto importante per la congregazione: nel 1957 i redentoristi hanno fondato l'Accademia alfonsiana (istituto superiore di teologia morale), unita alla facoltà di teologia della pontificia Università Lateranense dal 2 agosto 1960; a Madrid nel 1971 hanno creato l'istituto di scienze morali incorporato alla facoltà teologica dell'università di Comillas.
L'abito proposto in origine alla congregazione era ispirato a quello del Salvatore nell'iconografia tradizionale napoletana: tonaca rossa con mantello, cappello e calze blu e sandali bianchi. Il fondatore respinse l'idea di adottare un costume simile, che divenne però quello delle monache redentoriste. Agli inizi i religiosi vestirono l'abito del clero secolare napoletano, ma dopo l'approvazione pontificia adottarono l'uso di una sottana nera chiusa sul petto, una cintura a fusciacca dello stesso tessuto della sottana, un collare piuttosto ampio e un sovracollare in tela bianca; alla cintura portano la corona del rosario terminante con una medaglia e al collo, pendente da un laccio di cotone, un crocifisso che portano dentro l'apertura della sottana.
Il superiore generale risiede nella casa presso la chiesa di Sant'Alfonso all'Esquilino, in via Merulana a Roma.

## Statistiche
La prima cifra accanto all'anno è riferita al numero complessivo dei religiosi professi della congregazione, seguito dal numero dei sacerdoti, dei chierici e dei fratelli laici; nell'ultima colonna il numero dei novizi.
| anno | membri professi | sacerdoti | chierici | religiosi laici | novizi |
| ---- | --------------- | --------- | -------- | --------------- | ------ |
| 1750 | 44              | 21        | 11       | 12              | 6      |
| 1800 | 197             | 110       | 26       | 61              | 8      |
| 1825 | 310             | 177       | 55       | 78              | 45     |
| 1850 | 1.134           | 711       | 98       | 325             | 104    |
| 1900 | 2.701           | 1.556     | 453      | 695             | 455    |
| 1930 | 5.385           | 3.031     | 802      | 1.552           | 350    |
| 1960 | 8.176           | 5.289     | 1.209    | 1.678           | 412    |
| 1970 | 8.335           | 5.818     | 995      | 1.522           | 166    |
| 1985 | 6.203           | 4.671     | 619      | 913             | 197    |

Alla fine del 2021 la congregazione contava 694 case e 4.685 membri, 3.564 dei quali sacerdoti.